# オートノミズム

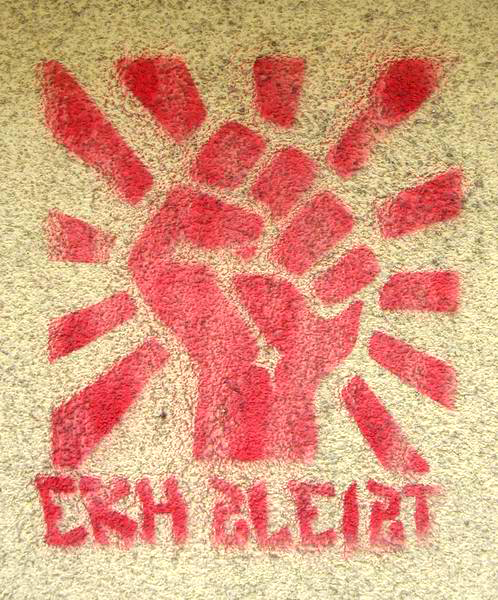
上げた握り拳はオートノミズムの抵抗のシンボル。オーストリア ウィーンのErnst-Kirchweger-Hausに描かれたもの。

オートノミズムまたはアウトノミズム（英: Autonomism）あるいは自治主義（じちしゅぎ）、自律主義（じりつしゅぎ）は、反独裁主義左翼の政治的・社会的運動および理論。
オートノミズムの主な理論体系は、最初は1960年代にイタリアのオペライズモ（労働者主義）共産主義から生まれた。後にシチュアシオニスト・インターナショナル、1970年代のイタリアの極左運動の破産、労働者の力派を結成したアントニオ・ネグリやマリオ・トロンティ、パオロ・ヴィルノ、フランコ・ベラルディなどの重要な思想家の登場の影響により、ポストマルクス主義やアナキズムの傾向が顕著となった。
Georgy Katsiaficasはオートノミズムの運動形態を、「近代的制度の中央集権化された意思決定と階層的権威構造とは対照的に、自律的な社会運動は人々が日々の生活に影響を与える決定に直接関与する。彼らは目指すところは民主主義を拡大し、外部から強制された政治構造や行動パターンから個人が抜け出すのを助長することである」と要約した。そのため、この運動には国有社会主義と現代的代表民主制の両方に対する実践的な政治的代替案を模索する革命的な立ち位置の政党からの、社会運動の独立を求める呼びかけが含まれていた。
オートノミズムはドイツとオランダのAutonomen、世界規模の自治社会センター運動に影響を与え、今日ではイタリア、フランス、英語圏の国々にも影響を持つ。今日ではオートノミストは自分自身を、マルクス主義者から無政府主義者まで様々に自己規定している。

## 語源
autonomia/Autonomeの語は二つのギリシア語単語αὐτο- auto-(self)とνόμος nomos(law)の合成語であり、「自分で自分に自身の法を与える者」という意味と解されている。ここにおいて「オートノミー」は「独立」という意味ではない。「独立」がコミュニティから分離された閉鎖経済的な生活様式を含意するのに対して、オートノミーは社会の中で各人が各人の規律に基づいて生きることを意味する。 オートノミズムの概念は古代ギリシア人にとっては異質なものであったが、「ポリス（コミュニティ）から離れて生きることができるのは獣または神のみだ」と述べたアリストテレスはこの概念を間接的に支持している。イマニュエル・カントは啓蒙を思考のオートノミーとサペレ・アウデー（ラテン語の成句 「敢えて賢明であれ」）として定義した。

## オートノミスト・マルクス主義の理論
オートノミスト・マルクス主義（オートノミスト・マルクシズム、Autonomist Marxism）は、マルクス主義の他の形態とは異なり、労働者階級が国家、労働組合、政党とは独立して資本主義体制の機構に変革を強いる能力があることを強調する。彼らは他のマルクス主義者と比すれば党派的組織にあまり関与せず、代わりに伝統的な組織構造の外部での自己組織化された行動に重点を置く。つまり「ボトムアップ」の理論であり、労働者階級の資本主義への日々の抵抗として欠勤主義(absenteeism)、ゆっくりとした仕事、労働現場の自己組織化、破壊活動(sabotage)などの活動に注目する。
他のマルクス主義と同様に階級闘争を最も重要視するが、他のマルクス主義よりも「労働者階級」を幅広く定義し、ホワイトカラーとブルーカラーの両方を含む賃金労働者だけでなく、伝統的には労働組合の対象とされていない賃金労働者ではない学生、非雇用者、家政婦なども含める。
マリオ・トロンティ、アントニオ・ネグリ、セルジオ・ボロゴナ、パオロ・ヴィルノなどの初期の理論家は、マルクス主義の労働の概念を超えた「無形」(immaterial)の「社会的労働」(social labour)に注目した。この考えは、現代の社会的富は計算できない集約的な労働によって生産されており、その富の僅かな一部のみが賃金の形で労働者に再配分されている、とする。他のイタリアのオートノミスト、特にマリアローザ・ダラ・コスタやシルヴィア・フェデリーチなどのフェミニストは、フェミニズムや資本主義社会に対する非賃金の女性労働の重要性を強調する。
オートノミズムを研究しているMichael Ryanは次のように説明している。
運動及び理論としてのオートノミーは、資本主義は非合理なシステムであり計画によって合理化することができるという考えに反対する。むしろ、それだけで共産主義社会を構築できるものとして、労働者の革命的過渡期のてことしての活動を特権化する見方を前提としている。経済は完全に政治的なものとしてとらえられる。というのは、経済関係は階級間の直接的な政治的力関係だからである。そして、政治的変化のイニシアティブを有しているのは、政党のような疎外された政治形態ではなくして、社会的労働に従事する者の経済的カテゴリーである。

## イタリアのアウトノミア運動

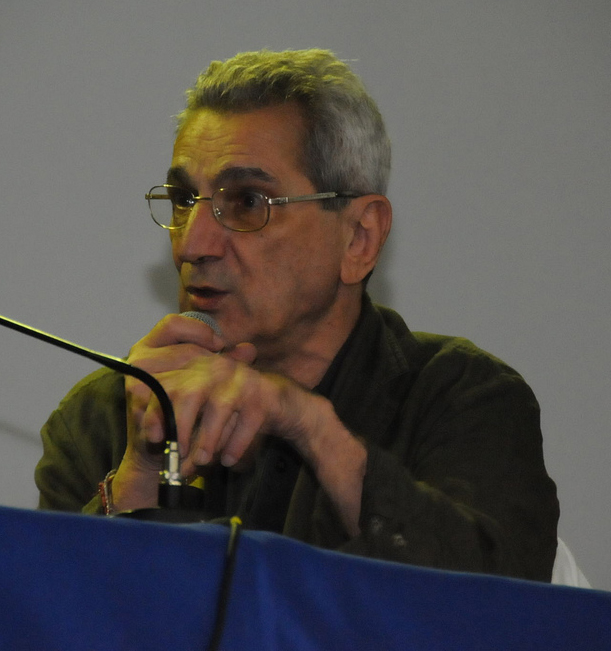
イタリア・アウトノミアの指導的理論家のアントニオ・ネグリ

イタリアのオートノミスト・マルクス主義者はオペライズモ（労働者主義）と呼ばれる。これが初めて現れたのは1960年代初頭のことである。初期アウトノミアの出現はフィアットとの合意に達することのできなかったトリノの自動車産業労働者の組合への不満までさかのぼることができる。労働者の組織代表への幻滅、加えてその結果としての暴動（とりわけ1962年トリノでのフィアット労働者の暴動である"fatti di Piazza Statuto"）は、労働組合のような伝統的な代表制の埒外の自律的な労働者代表理論の発達における重要な因子となった。
1969年になると、オペライズモのアプローチは2つの異なる集団において活発に行われた。アドリアーノ・ソフリ（ローマ・カトリックの文化的マトリクスに大きな影響を与えた）が指導するロッタ・コンティヌア（継続闘争）と、アントニオ・ネグリ、フランコ・ピペルノ、オレステ・スカルツォーネ、ヴァレリオ・モルッチらが指導する労働者の力（ポテレ・オペライオ）である。マリオ・カパンナはミラノの学生運動のカリスマ的指導者であり、より古典的なマルクス・レーニン主義的にアプローチした。

### 影響
ダニーロ・モンタルディによる翻訳によって、イタリアのオペライアはアメリカ合衆国のジョンソン＝フォレスト潮流（ジョンソン派）やフランスの「社会主義か野蛮か」における過去の活動家の研究に追いつくことができた。ジョンソン＝フォレスト潮流は合衆国の自動車産業における労働者階級の生活と闘争について研究し、"The American Worker" (1947年)、"Punching Out" (1952年)、"Union Committeemen and Wildcat Strikes" (1955年)などのパンフレットを出版していた。これらはフランス語に翻訳され「社会主義か野蛮か」に連載された。彼らはまた、労働現場の中、ここでは自動車工場と保険事務所において何が起こっているのかについて調査と著述を始めた。
1961年から1965年にかけて「クアデルニ・ロッシ（クァーデルニ・ロッシ）」誌（赤い手帖）、およびその後継誌として1963年から1966年にかけて「クラッセ・オペライア」誌（Classe Operaia; 労働者階級）が刊行され、これらは初期アウトノミアの発展に影響した。主要な執筆者としてラニエロ・パンツィエリ、マリオ・トロンティ、アントニオ・ネグリらがいる。
海賊放送もまたアウトノミアの拡大の要因の一つであった。ボローニャのラジオ・アリスはそのような例の一つである。

### 直接行動
1966年のローマ大学のネオ・ファシストによる学生パオロ・ロッシ殺害に端を発するインディアニ・メトロポリタニ（大都市のインディアンたち、メトリポリタンのインディアンたち、メトロポリタン・インディアン）を含むイタリアの学生運動は、暴動や占拠、より平和的なものでは個人がサービス、財、公共交通機関、電気、ガス、家賃、食糧費などの支払いを拒否する「自律還元」のような様々な直接行動が取り組まれた。1967・68年冬の大学占拠、フィアットの工場占拠、1968年3月のヴァッレ・ジュリア闘争などでは、学生と警官隊との衝突が見られた。
インディアニ・メトロポリタニは1976年から1977年にかけての、鉛の時代と呼ばれる極左抗議運動の中での小党派である。インディアニ・メトロポリタニはいわゆる、運動の「創造的翼」であった。その支持者たちはネイティブアメリカンの出陣化粧のようにフェイスプリントをほどこし、ヒッピーのような服を身にまとっていた。その強調するところのものは"stare insieme"（「共に」）、自発性、そして音楽などの芸術であった。このグループは1977年のLa Sapienza大学占拠の際のローマにおいて活発であった。
1977年3月11日、警官が学生フランシスコ・ロルッソを虐殺したことを受けて、ボローニャにおいて暴動が発生した。
1979年の初め、イタリア政府はアウトノミアを次々に訴追し、アルド・モーロを拉致・殺害した赤い旅団を保護していると非難した。12000人もの極左活動家が拘留された。600人が国外逃亡し、そのうち300人はフランスに、200人が南米に渡った。
トゥーテ・ビアンケ（白いつなぎ）はイタリアの過激派社会主義運動で、1994年から2001年にかけて活発であった。活動家たちは、デモ中に警官の攻撃を防ぎ、警官の規制線を押し破り、大梯団の中で相互に身を守るために綿で身を包んだ。トゥーテ・ビアンケの運動は2001年7月の反ジェノヴァ・サミット闘争において頂点を迎え、およそ10000人の抗議者が一つの梯団に集まったが、皮肉にもこれは「白いつなぎを着なくてもいい」と決定された後のことであった。ジェノヴァ闘争ののち、ヤ・バスタ連合（もうたくさん連合）が解散し、いくつかのグループはディスオッベディエンティ（Disobbedienti; 不服従者）に糾合された。その哲学は、占拠とスコッターされた自己管理の社会センターの創出、性差別反対、移民の権利および政治亡命を望む難民の擁護、そして通りでのデモでは大きな隊列を組んで歩き、必要であれば警察と衝突するということが含まれていた。

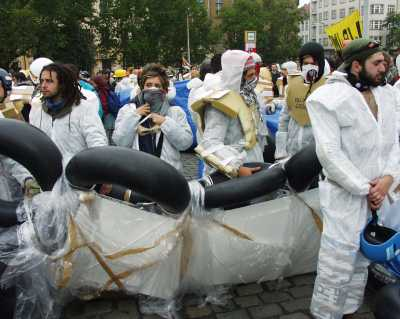
トゥーテ・ビアンケ

トゥーテ・ビアンケの中心は、1994年のサパティスタ民族解放軍によるチアパスでの反乱の影響を受けた集団の全イタリア的なネットワークであるヤ・バスタ連合であった。ヤ・バスタは主にミラノの社会センタ―に起源をもつ。それらの社会センターは、1970年代から1980年代にかけてのアウトノミア運動の中で成長したものであった。トゥーテ・ビアンケには様々に国際的な派生団体が現れた。たとえば、イギリスのWOMBLESはその戦略は適用したものの、政治信条は異なっていた。スペインの"Mono Blanco"はトゥーテ・ビアンケのシンボルを好んで使った。北米で最初のトゥーテ・ビアンケの派生組織であるニューヨーク市ヤ・バスタ集団は白ではなく黄色のつなぎを着ていた。

## フランスのオートノーム運動
フランスにおいては、コルネリュウス・カストリアディスが指導するマルクス主義者グループの「社会主義か野蛮か」派が最初のアウトノミア集団であるといえる。「社会主義か野蛮か」派はアメリカのジョンソン＝フォレスト潮流の自動車産業研究に追いつき、次いでランク・アンド・ファイル労働者の闘争、すなわち組合ないし党的指導から自律的な闘争に関する独自の調査に乗り出した。
ジョンソン＝フォレスト潮流とほぼ同時期に、「社会主義か野蛮化」派はソ連の共産党政権を官僚的集産主義であり社会主義とは縁もゆかりもないと批判していた。哲学者のジャン＝フランソワ・リオタールがこの運動の一員であった。
しかし、イタリアのオペライズモ運動の影響は、アントニオ・ネグリに近い経済学者のヤン・ムーリエ・ブータンによる批評誌Materiaux pour l'intervention（1972年―73年）の創刊によりその兆しを見せた。これはのちにカマラード派（1974年―78年）の創立に結実した。ムーリエ・ブータンは他の者たちとともに、フェリックス・ガタリによって設立されたCentre International pour des Nouveaux Espaces de Liberte (CINEL)に参加し、少なくとも300人以上の、テロリストであるとして訴追されフランスに逃亡したイタリア人活動家を支援した。
フランスのオートノーム運動はパリジャン・オートノーム集団会議(AssembbleeParisienne des Groupes Autonomes; AGPA, 1977年―78年)を結成した。その中には多くの潮流があり、ムーリエ・ブータンが率いるカマラード派、リバタリアン共産主義組織(Organisation communiste libertaire)の者、Bob Nadoulekの「欲求のオートノミー」を自称する人々、都市の土地不法占有者（groupe Margeなど）が含まれた。フランスのオートノーム組織は拘留された赤軍派（ドイツ赤軍）元メンバーを支援した。ジャン＝ポール・サルトルもまた赤軍派の被拘禁者の拘留条件に介入した。
1979年に過激派の直接行動（アクシオン・ジレクト）派が出現し、いくつかの暴力的直接行動を実行した。直接行動派はルノーのCEOであるGeorges BesseとGeneral Audranの殺人に対する責任を主張した。直接行動派は1987年に解散した。
1980年代には、相次ぐ訴追によりイタリアのアウトノミア運動は危機にさらされたため、オートノミア運動はフランスやドイツにおいて盛んとなった。それらはパリの占拠運動や暴動（1980年のジュシュー・キャンパス周辺や、1982年のアルデンヌでの反核デモに起因するものなど）として現れた。1986年から1999年にかけて、多くは反刑務所運動に取り組んでいたパリのオートノミアグループのうちすべてから支援を受けいた、民主的な集会によって意思決定される数百人規模のフランスのグループである貧民委員会が、労働者の過酷な下宿不足を非難するために、フランス国家社会住宅局のいくつかの建物を占領した。
1990年代、フランスのオートノームは怒れる労働者・失業者・爪弾き者やジュシュー非雇用人民一般会議ともに、失業者闘争の中に現れた。また、反グローバリゼーションの動きに加わり、不法滞在外国人運動（Collective Des Papiers pour tous 1996年）や反追放集団(1998年-2005年)に連帯した。2002年7月19日から28日にかけてストラスブールにおいて、No bordersによる、特にシェンゲン圏における反移民政策への抗議キャンプが開催された。
2003年、フランス社会党が欧州社会フォーラム（ヨーロッパ社会フォーラム）に参加した。その年の12月末、数百もの非雇用人民がボン・マルシェ百貨店において「クリスマスを祝えるように」商品を好き勝手に取っていった（この行動は「自律還元(autoreduction)」と呼ばれる）。フランス保安機動隊は店内の非雇用人民に対して物理的攻撃を仕掛けた。オートノームは2006年の初期雇用契約に反対する2006年の抗議行動や、2007年フランス大統領選挙でニコラ・サルコジが大統領に選出された際に暴動を起こした。

## ドイツのアウトノーメ運動
西ドイツにおいては、1970年代後半に最もラディカルな政治的左翼を指してアウトノーメ（ドイツ語: Autonome）という言葉が使われた。これに属する個人は、当時の社会運動の実質すべての行動、とりわけ反原発デモおよび空港滑走路建設反対運動に参加した。ハンブルクのハーフェンシュトラーのような警察からのスコッターの防衛も、アウトノーメ運動の主要な任務であった。1960年代オランダのアナキスト・アウトノーメン運動も同様にスコッターに注力していた。
アウトノーメの戦略は通常過激派であり、バリケード封鎖や警察への投石・火炎瓶投擲も含まれていた。1980年代の最も強力だった時期には、少なくとも1度は警察は現場から逃走した。
黒い服・スキーマスクにヘルメットというその服装から、アウトノーメはドイツのメディアからシュワルツブロックと呼ばれ、この戦術はのちのブラック・ブロックと類似している。1989年にドイツにおけるデモ規制関連法が改正され、ヘルメットやパディングといった防具や顔を覆うものの着用が禁止された。
今日では、ドイツのアウトノーメの領域は大幅に縮小し、主に反ファシスト行動、エコロジー、難民との連帯、フェミニズムに注力している。より大規模な過激派グループはイタリアやスイスにおいて活動を継続している。

### 思想家
- ジョルジョ・アガンベン
- ジョージ・カフェンツィス（英語版）
- シルヴィア・フェデリーチ（英語版）
- ダニエル・ゲラン
- ペーター・ラインボー（英語版）

### 運動と組織
- トゥーテ・ビアンケ（英語版）
- ワッピング・オートノミー・センター（英語版）
- ブリッツ (社会運動) （英語版） - ノルウェーの運動
- 若者の家（英語版） - デンマークのオートノミズム拠点
- スウェーデン・アナルコサンジカリスト青年連盟（英語版）
- ホームレス労働運動（英語版）(MTST)

### 出版物
- マルチチュード (雑誌)（英語版） - 雑誌

### その他
- マルクス主義
- 左翼共産主義
- 自発的革命
- オリゾンタリダ（英語版）
- コムーネ1（英語版）

### 資料
- Libertarian Communist Library Mario Tronti Archive
- Libertarian Communist Library Sergio Bolognia Archive
- Libertarian Communist Library Mariarosa Dalla Costa Archive
- Libertarian Communist Library Nick Dyer-Witheford Archive
- Libertarian Communist Library Antonio Negri Archive
- Libertarian Communist Library Raniero Panzieri Archive
- Libertarian Communist Library Harry Cleaver Archive

### その他
- Articles by members of the operaismo movement
- Aut-op-sy - Autonomist forum and texts
- Rekombinant - Autonomist forum and mailing list
- Texas Archives of Autonomist Marxism
- Affinty Project directory and chronology of Autonomous Marxism
- Libertarian Communist Library, texts on autonomism
- Wildcat
- A critique of autonomism, published by a Trotskyist group
- TIQQUN “Introduction to Civil War [fragments]"